# Lardjem (distrito)
Lardjem é um distrito localizado na província de Tissemsilt, Argélia. Sua capital é a cidade de mesmo nome. A população total do distrito era de 38 300 habitantes, em 1998.[carece de fontes?]

## Comunas
O distrito está dividido em quatro comunas:
- Lardjem
- Tamalaht
- Melaab
- Sidi Lantri